# Điều hòa thân nhiệt
Điều hòa thân nhiệt là khả năng duy trì nhiệt độ cơ thể của một sinh vật trong các giới hạn nhất định, ngay cả khi nhiệt độ môi trường xung quanh chênh lệnh lớn với nhiệt độ cơ thể của nó. Một sinh vật biến nhiệt, thì ngược lại, chỉ tiếp thu nhiệt độ môi trường làm nhiệt độ của chính cơ thể nó, do đó không cần đến sự điều nhiệt nội môi. Quá trình kiểm soát nhiệt nội môi là một phương diện của cân bằng nội môi.
Với sự ra đời của nhiệt kế, ta có thể thu được các số liệu chính xác về nhiệt độ trên cơ thể động vật. Dựa trên đó, sự khác biệt về nhiệt độ giữa các vùng khác nhau trên một cơ thể sinh vật được phát hiện, sự khác biệt này là do sự sinh và thải nhiệt ở mỗi cơ quan trên cơ thể khác nhau, với nhiệt độ của máu thường là nhiệt độ trung bình của các nội tạng trong cơ thể sinh vật đó.

## Phân loại thú dựa trên các tính chất về nhiệt
Dựa trên sự kiểm soát nhiệt ở sinh vật sống, trước đây các nhà khoa học chia chúng ra thành động vật máu nóng và động vật máu lạnh.
Sau này, với nhiều nghiên cứu về khả năng điều nhiệt ở sinh vật sống, người ta thấy động vật có thể theo một hay nhiều cơ chế khác nhau sau đây để điều chỉnh nhiệt độ của chúng:
- Ngoại nhiệt: điều hòa thân nhiệt dựa vào các tác nhân bên ngoài ví dụ như nguồn nhiệt từ ánh sáng Mặt Trời;
- Biến nhiệt: khả năng duy trì hoạt động sống trong một phạm vi thân nhiệt rộng;
- Biến dưỡng chậm: khả năng giảm đáng kể tốc độ biến dưỡng khi cần thiết, ví dụ các động vật ngủ đông;
- Nội nhiệt: khả năng trong việc kiểm soát thân nhiệt của chúng thông qua các biện pháp nội tại như co cơ hay gia tăng trao đổi chất. Một số tác giả hạn chế việc sử dụng thuật ngữ này chỉ là các cơ chế trực tiếp làm tăng tốc độ trao đổi chất ở động vật để sinh ra nhiệt. Ngược lại với động vật nội nhiệt là động vật ngoại nhiệt.
- Hằng nhiệt: khả năng điều chỉnh nhiệt để duy trì một thân nhiệt nội tại ổn định, không phụ thuộc vào ảnh hưởng từ bên ngoài. Nhiệt độ này thường (nhưng không phải luôn luôn) cao hơn so với nhiệt độ của môi trường xung quanh. Ngược lại với động vật hằng nhiệt là động vật biến nhiệt.
- Biến dưỡng nhanh: sự trao đổi chất vẫn cao ngay cả trong giai đoạn "nghỉ ngơi". Các động vật biến dưỡng nhanh có thể coi là chuyển hóa không ngừng nghỉ. Mặc dù trao đổi chất khi nghỉ ngơi của chúng vẫn thấp hơn trao đổi chất khi hoạt động của chúng nhiều lần, nhưng khác biệt này là không lớn như ở động vật biến dưỡng chậm. Động vật biến dưỡng nhanh nói chung gặp khó khăn nhiều hơn khi khan hiếm thức ăn.